# Point isobestique

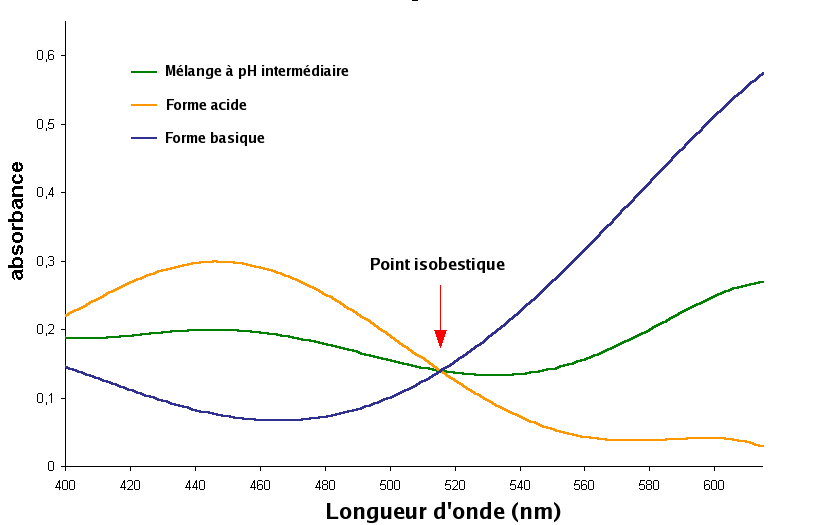
Point isobestique pour des spectres de solutions acide, basique et intermédiaire de vert de bromocrésol. La concentration analytique de colorant est la même dans toutes les solutions

En spectroscopie, un point isobestique est une longueur d'onde (λ), un nombre d'onde ou une fréquence spécifique à laquelle l'absorbance totale d'un échantillon reste constante durant une réaction chimique ou un changement d'état de cet échantillon. En ce point, toutes les espèces chimiques (ou tous les états) possèdent la même absorbance molaire (ε). Ce point représente une coordonnée (λ,ε) sur un diagramme isobestique pour laquelle le spectre d'absorption de deux espèces se croisent, cette dernière affirmation n'étant vérifiée que si les absorptions molaires sont représentées (au lieu des absorbances). En d'autres termes, le point isobestique est une longueur d'onde pour laquelle ces substances ont le même coefficient d'extinction.
Deux substances peuvent avoir plusieurs points isobestiques dans un même spectre.
Pour la réaction :
{\displaystyle X\rightarrow Y}
la concentration analytique est la même en tout point :
{\displaystyle c_{X}+c_{Y}=c\,}.
L'absorbance du mélange réactionnel (considérée comme ne dépendant que de X et Y) est :
{\displaystyle A=l\cdot (\epsilon _{X}c_{X}+\epsilon _{Y}c_{Y})}.
Or au point isobestique, les deux absorptivités molaires sont identiques :
{\displaystyle \epsilon _{X}=\epsilon _{Y}=\epsilon \,}.
Par conséquent, l'absorbance
{\displaystyle A=l\cdot (\epsilon _{X}c_{X}+\epsilon _{Y}c_{Y})=l\cdot \epsilon \cdot (c_{X}+c_{Y})=l\cdot \epsilon \cdot c}
ne dépend pas de l'amplitude de la réaction (i.e. pour les concentrations particulières de X et Y).

## Applications

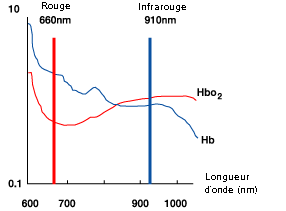
Utilisation du point isobestique en oxymétrie.

En cinétique chimique, les points isobestiques sont utilisés comme points de référence dans l'étude des vitesses de réaction, l'absorbance à ces longueurs d'onde étant constante tout au long de la réaction.
Contrairement à une idée communément acceptée, l'existence d'un point isobestique ne prouve pas qu'il y a conversion quantitative d'une espèce dans une autre, ni qu'un équilibre existe entre deux espèces seulement. L'observation d'un point isobestique indique seulement que la stœchiométrie de la réaction ne change pas durant la réaction chimique (ou le changement d'état de l'échantillon), et qu'aucune réaction secondaire ne se produit pendant la durée de l'analyse.
Les points isobestiques sont utilisés en médecine dans une technique de laboratoire appelée oxymétrie afin de déterminer la concentration en hémoglobine, sans se soucier de sa saturation. L'oxyhémoglobine et la désoxyhémoglobine ont des points isobestiques à 590 et 805 nm.
Les points isobestiques sont aussi utilisés en biochimie clinique, comme méthode d'assurance qualité, afin de vérifier la précision sur une longueur d'onde d'un spectrophotomètre. Cela est réalisé en mesurant le spectre d'une substance étalon pour deux conditions pH différentes (en dessus et au-dessous du pKa du composé). Les substances utilisées comme standard comprennent le dichromate de potassium (points isobestiques à 339 et 445 nm), le bleu de bromothymol (325 et 498 nm) et le rouge congo (541 nm). La longueur d'onde déterminée pour un point isobestique ne dépend pas de la concentration du composé utilisé et, en tant que tel, il devient ainsi une référence très fiable.